# Cleora caledonica
Cleora caledonica là một loài bướm đêm trong họ Geometridae.